# Tentamen Florae Napalensis Illustratae
Tentamen Florae Napalensis Illustratae (abreviado Tent. Fl. Napal.) es un libro con ilustraciones y descripciones botánicas que fue escrito por el cirujano, botánico y pteridólogo danés Nathaniel Wallich y publicado en Calcuta en 2 fascículos en los años 1824-1826 con el nombre de Tentamen Florae Napalensis Illustratae Consisting of Botanical Descriptions and Lithographic Figures of Select Nipal Plants.

## Publicación
- Fasc. 1, p. [I]-36, pl. 1-25, Jul-Dec 1824;
- fasc. 2, p. 37-64, pl. 26-50, Sep-Dec 1826